# Bernard Malgrange
Bernard Malgrange (Parigi, 6 luglio 1928 – Grenoble, 5 gennaio 2024) è stato un matematico francese.

## Biografia
Lavorò sulle equazioni differenziali e sulla teoria delle singolarità. Ricevette il suo dottorato di ricerca dall'Université Henri Poincaré (Nancy 1) nel 1955; ebbe come consulente Laurent Schwartz.
Fu professore all'università di Strasburgo e poi all'Università di Grenoble. Fu membro dell'Académie des sciences nel 1988. Nel 2012 si occupò in particolare dei "gruppi algebrici differenziali" presso l'Università Jagiellonian di Cracovia.
Morì a Grenoble il 5 gennaio 2024 all'età di 95 anni.

## Pubblicazioni
- Ideals of differentiable functions (Oxford University Press, 1966)
- Équations différentielles à coefficients polynomiaux, Progress in Mathematics (Birkhäuser, 1991).